# Kaska

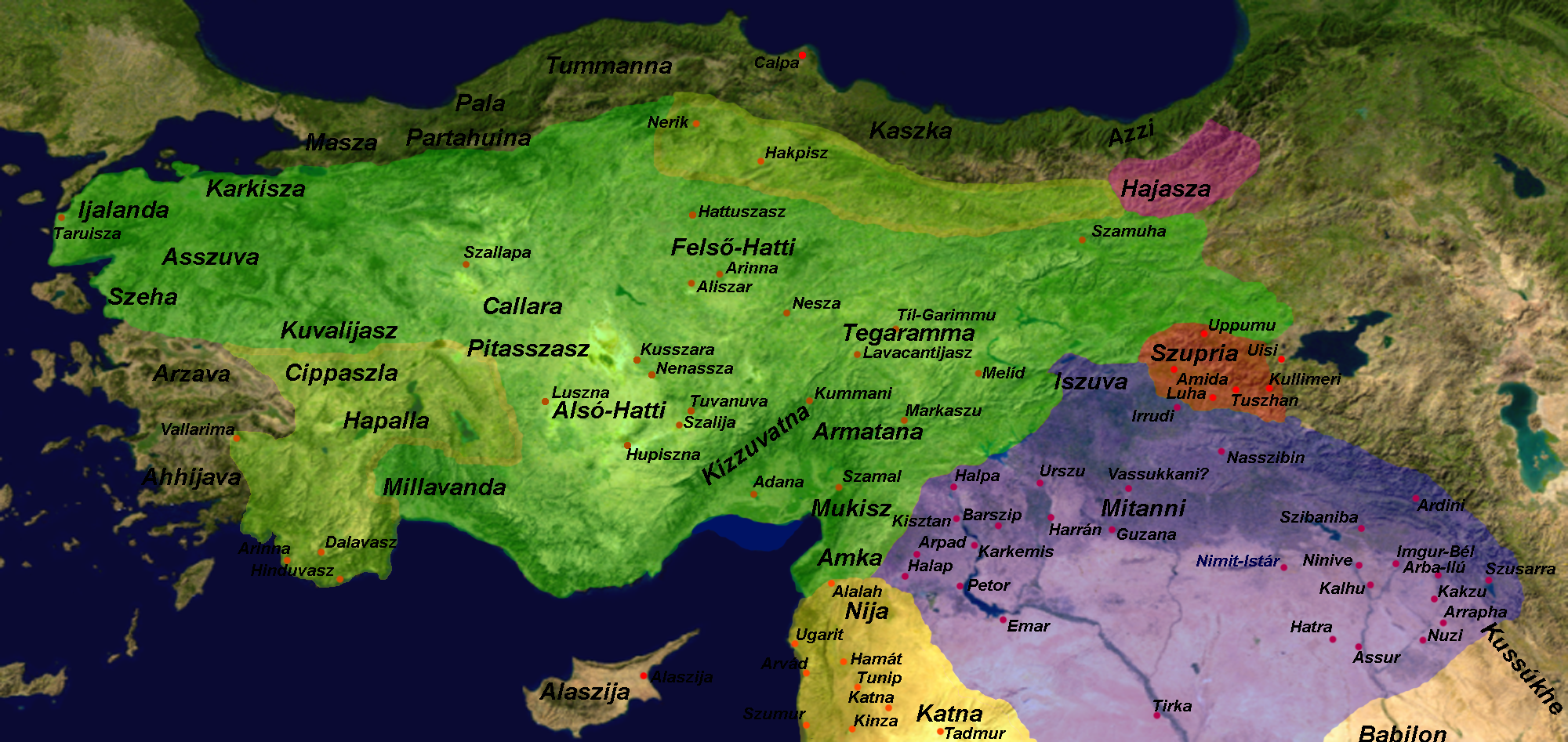
Anatólia az i. e. 14. század elején

Kaska (ékírásban Kaška, ami az akkád-asszír nyelvekben kaska, a hettita nyelvben kaszka alakban hangzik) az i. e. 2. évezred második felében Anatólia egy régiója. A Fekete-tenger déli partvidékének keleti részén és az ahhoz csatlakozó anatóliai hegyvidék északi lejtőin terült el, körülbelül a jóval későbbi Pontosz államával vagy a Trapezunti Császárság kiterjedésével összevethető. Néha országként is hivatkoznak rá, bár az államszerveződésben nem jutott el magasabb szintre. A terület bronzkori lakosságát alkotó kaskák erős és viszonylag egységes törzsszövetséget alkottak. A kaszkák történeti szerepe igen jelentős, mivel a Hettita Birodalom fennállásának teljes tartama alatt megakadályozták, hogy a hettiták az északi tengerparthoz kijussanak, és mindig jelentős fenyegetést jelentettek Anatólia belső vidékeire nézve.

## Hettita idők
A kaskák származására vonatkozóan két elmélet létezik. Az egyik szerint nyugatról, a Márvány-tenger vidékéről vándoroltak későbbi szállásterületeikre, a másik szerint keletről, a későbbi Kulha (Kolkhisz) területéről érkeztek. A kaska nyelv emlékei alapján a palai egy nyelvjárását beszélték, ezért a nyugati elmélet valószínűbb, bár a nyelvátvétel a másik esetben is megtörténhetett. A palai nyelv egyike a hat legfontosabb hettita nyelvelemnek.
A kaskák első említései I. Tudhalijasz idejéből (i. e. 14. század eleje) valók, és megjelenésük rögtön azzal járt, hogy az uralkodó áttette székhelyét a veszélyeztetett Hattuszaszból Szapinuva városába. A hettita király éppen Asszuva (Aššuwa) földjén hadakozott, amikor a kaskák betörtek Hattiba. III. Tudhalijasz feliratai szerint a kaskák I. Hantilisz alatt jelentek meg.
I. Arnuvandasz idejére a kaszka veszély már igen jelentőssé vált, a hettiták óriási területek felett vesztették el az ellenőrzést. Arnuvandasz és felesége, Aszmu-Nikal imájában felsorolják a kaszkák által elhódított városokat: Ḫuršama, Kaštama, Šeriša, Ḫimuwa, Taggašta, Kammama, Zalpuwa, Kapiruḫa, Ḫurna, Dankušna, Tapašawa, Tarukka, Ilaluḫa, Ziḫḫana, Šippiduwa, Wašḫaya, Patalliya. Ez a felsorolás már önmagában is nagy horderejű változásokat sejttet, hiszen fontos kereskedelmi és politikai központok vannak köztük. Ha azonban hozzávesszük, hogy a hettiták szent városát, Neriket is elfoglalták (és az elkövetkező évszázadban birtokolták is, egészen III. Mursziliszig), Hatti északi határa pedig Nenassza vonalán volt, a kaska térnyerést hettita szemszögből katasztrofálisnak lehet nevezni.
Arnuvandasz a kaskák egyes törzseivel kötött szerződéseket és megállapodásokat, amelyek biztosították a kereskedelmet, de legfőképp az istentiszteleti helyek rituális tárgyainak, eszközeinek és anyagainak szállítási lehetőségét. Ez persze nem pótolta Hattuszasz fennhatóságának hiányát.
II. Tudhalijasz alatt Szuppiluliumasz megakadályozta a további kaska térnyerést. Ennek ellenére az I. Szuppiluliumasz alatt keletkezett dokumentum alapján, amely II. Tudhalijasz uralkodására emlékszik, úgy tűnik, hogy Tudhalijasz székhelye Hattuszasz helyett Szamuha volt, és a későbbi uralkodónak többször kellett Hattuszasz környékén a kaskákkal hadakozni, és maga a hagyományos főváros nem volt a hettita uralkodó kezén. Első alkalommal még Hajasza ellen indult és csak véletlenszerűen találkozott kaska haddal, amelyet legyőzött. A második északi hadjárat már a kaskák ellen indult és ismét győzelmet hozott, kilenc törzs tette le a fegyvert előtte. Tudhalijasz ekkor a felföldiek ellen vonult, mire a kaskák újra benyomultak Hatti északi részébe. Ezzel a kaskáknak nagy szerepe volt abban, hogy Hatti majdnem teljesen eltűnt a történelemből II. Tudhalijasz uralkodása idején.
Mindemellett ebben az időben a kaska törzsszövetség már bomladozott, amelynek jeleként Szuppiluliumasz herceg hadseregében egyes kaska törzsek harcosai is megjelentek. A kaskák nyugaton valószínűleg vereséget szenvedtek Arzavától, mivel az Amarna-levelek között található olyan, amelyben III. Amenhotep kaska rabszolgákat kér Tarhuntaradutól, Arzava királyától. A Kurusztama-szerződésben a kaska-övezetben lévő Kuruštamaš lakóinak istentiszteleti kérdéseiről esik szó.
A csatározások Szuppiluliumasz királyságának idején is folytatódtak, vegyes eredménnyel, a király néhány települést is visszafoglalt (Pargalla, Ḫattina, [...?], Ḫa[...]), majd a következő hadjáratban Tuḫupurpuna és Atḫulišša településeket is. Almina ostroma után azonban a hettita seregben pestisjárvány tört ki, ami a hettiták visszavonulásához vezetett. A kaskák ezután minden hettitát legyilkoltak, akik Alminában maradtak. Szuppiluliumasz a továbbiakban csak néhány jelentéktelen eredménnyel végződő hadjáratot vezetett Kaska ellen, inkább Szíria felé fordult.
II. Murszilisz már uralkodásának első évében hadjáratot vezetett Kaska ellen, mivel a kaska területekhez közeli Turmittában lázadás tört ki. A második évben Katḫaidwa városnál ütközött meg lázadókkal, akiket szintén a kaskák támogattak. A következő évben a kaskák kihasználva, hogy az arzavai király Ḫapanuwát ostromolja, Pišḫuru város vezetésével újra megostromolták Palḫwiššát és elfoglalták Kuzaštirnát. Murszilisz ekkor győzelmet aratott, és a környéken több más települést is visszafoglalt. Murszilisz az ötödik és hatodik uralkodási évében is győzelmeket aratott, de sikerei ellenére a legfontosabb városokat nem tudta visszaszerezni.
Ekkorról datálódik az első (és egyetlen) ismert, királynak nevezhető kaska, Pihhunijasz említése, aki a Tipijasz nevű tartomány vezetője volt. Pihhunijasz királyságának Murszilisz hadjárata vetett véget, melynek végén a kaska királyt fogolyként vitték Hattuszaszba. II. Murszilisz a 12. uralkodási évétől kezdve szinte kizárólag észak felé, Kaska, Pála és Tummana felé vezetett hadjáratokat.
II. Muvatallisz idején a Murszilisz által megszerzett kaska területek határán erődítmények épültek, és a határ menti várak sora biztosította Hattuszaszt. Később azonban Muvatallisz Tarhuntasszaszba helyezte székhelyét, Hattuszasztól messze délre, ami széles körű zavargásokhoz vezetett a kaska területeken. Ez volt az oka Hattuszilisz kormányzói kinevezésének, és vezetett végül Hatti teljes széteséséhez. A kaskákat ugyan még a kádesi csata előtt visszaszorították, de Hatti belpolitikai hanyatlását, széttagolódását már nem lehetett megállítani. III. Murszilisz uralkodásának idején Hattuszilisz még Neriket is visszafoglalta. Hattuszilisz még a Ramszesszel folytatott tárgyalásain is kaska rabszolgákkal üzletelt. Ez azonban csak a felszín: Hattuszilisz maga legalább 15 hadjáratban, míg fia, III. Tudhalijasz 12 alkalommal harcolt a kaskák ellen.
Kaska a továbbiakban már mentesült a hettita fenyegetés alól. Hatti egyre szorultabb helyzetbe került az asszírok miatt, majd i. e. 12. század első felében a tengeri népek végleg megsemmisítették. Hattuszasz romvárosának környékét ekkor a kaskák népesítették be. A kaska törzsek egyre nagyobb területeken telepedtek le, mígnem szembekerültek Asszíriával. A kaska-muskhi szövetséget végül I. Tukulti-apil-ésarra győzte le, ettől kezdve a kaskákat semmilyen történeti forrás nem említi. Valószínűleg beolvadtak a muskhik közé, akikből végül a phrügök lettek, egy részük részt vehetett a grúzok etnogenezisében, más részük Kappadókiában letelepedve az i. e. 8. században lett asszír vazallus.